# 奧西爾尼察
奧西爾尼察（斯洛維尼亞語： 發音：[ɔˈsiːu̯nitsa]，舊稱 Osivnica），是斯洛維尼亞南部奧西爾尼察市鎮的最大聚居地及行政中心。它位於庫帕河左岸，與克羅埃西亞接壤。它是下卡尼奧拉傳統地區的一部分，現在被列入東南斯洛維尼亞統計區。

## 教堂
當地的堂區教堂是獻給聖彼得和聖保羅，屬於天主教新梅斯托教區。它有一個十字形的平面圖，建於1876年，位於一座16世紀的建築遺址上。

## 外部連結
- 维基共享资源上的相關多媒體資源：奧西爾尼察
- Osilnica on Geopedia （页面存档备份，存于）
- Osilnica municipal site （页面存档备份，存于）